# Старшинов, Николай Константинович
Никола́й Константи́нович Старшино́в (6 декабря 1924, Москва — 6 февраля 1998 или 5 февраля 1998, Москва) — русский советский поэт, переводчик и редактор. Участник Великой Отечественной войны, представитель фронтового поколения советских поэтов. Главный редактор советского альманаха «Поэзия».

## Биография
Н. К. Старшинов родился 6 декабря 1924 года в Москве, в Замоскворечье, в многодетной семье. Отец Константин Никитич работал бухгалтером в «Экспортлесе», мама Евдокия Никифоровна была домохозяйкой, воспитывала детей. 
В 1942 году призван в армию и стал курсантом 2-го Ленинградского военного пехотного училища. В начале 1943 года в звании старшего сержанта попал на передовую. Воевал на Западном фронте, был помощником командира пулемётного взвода. Первые стихотворения поэта были напечатаны во фронтовых газетах. В августе в боях под Спас-Деменском получил тяжёлое ранение. Из армии демобилизовался в 1944 году и сразу же поступил в Литературный институт имени А. М. Горького (который окончил лишь в 1955). В том же 1944 году Николай Старшинов женился на своей ровеснице, такой же фронтовичке и начинающей поэтессе Ю. В. Друниной. В 1946 году у них родилась дочь Елена, но этот брак распался в 1960 году.
В 1947 году в журнале «Октябрь» Старшинов опубликовал поэму «Гвардии рядовой». Первая книга стихотворений — «Друзьям» — вышла в 1951 году в издательстве «Молодая гвардия». В 1950-е годы увидели свет поэтические сборники: «В нашем общежитии», «Солдатская юность», «Песня света»; в 1960-е — «Весёлый пессимист», «Проводы», «Иду на свидание» и др.
Большое место в творчестве Николая Константиновича занимала тема Великой Отечественной войны. Также Старшинов, много ездя по стране, занимался собиранием частушек, которые время от времени издавал отдельными книжками. Кроме того, поэт занимался переводами.
В 1955 — 1962 годы Николай Старшинов заведовал отделом поэзии в журнале «Юность», совмещая эту работу с должностью руководителя литературного объединения в МГУ. С 1972 по 1992 г.г. занимал пост главного редактора альманаха «Поэзия».
Николай Старшинов запомнился современникам как добрый, весёлый, жизнелюбивый человек, заядлый рыбак и душа компании. Его общительность привела к злоупотреблению алкоголем, в результате чего летом 1972 года он лечился в спецотделении московской больницы им. Соловьёва, о чём впоследствии написал юмористические воспоминания «Наше житие в „Соловьёвке“», опубликованные в «Литературной России» в 1996 году.
Н. К. Старшинов умер 5 февраля 1998 года. Похоронен на Троекуровском кладбище.

## Творчество
Поэтическое дарование Старшинова критики оценивают по-разному — одни считают его малоталантливым, посредственным поэтом, другие — замечательным лириком. Однако все сходятся на том, что Николай Константинович был глубоко порядочным человеком и всегда поддерживал коллег по перу: оказывал немалую помощь начинающим поэтам, в числе которых Николай Дмитриев, Виктор Пахомов, а также, например, Николаю Глазкову, чьи публикации были затруднены из-за несоответствия поэзии этого автора официальным идеологическим установкам — при том, что творчество самого Н. К. Старшинова вполне им отвечало.
Николай Старшинов составил несколько антологий «Молодые голоса», где собраны более сотни молодых поэтов 80-х от Бреста до Владивостока. Главный труд составителя — это работа, посвящённая 40-летию Победы, работа над составлением 12-томника «Венок славы». В это собрание сочинений он включил не только стихи таких известных поэтов, как Симонов, Сурков, Луконин, Твардовский, но и стихи простых солдат, непосредственных участников боёв, инвалидов войны.
В последние годы у поэта вышли сборники: «Глагол» (1993), «Мои товарищи — солдаты», «Птицы мои» (1995) и др. В 1994 году были опубликованы литературные мемуары Старшинова — «Лица, лики и личины», в 1998, посмертно — книга воспоминаний «Что было — то было…».

## Личная жизнь
- первая жена — Юлия Владимировна Друнина, поэтесса, участница Великой Отечественной войны.
  - дочь Елена Николаевна Старшинова (Липатникова) (род. 1946), поэтесса, автор сборника стихов «Долго запрягала». Закончила Московскую ветеринарную академию, работала на Московском ипподроме зоотехником и тренером. Живёт в Подмосковье. Муж — Андрей Михайлович Липатников, мастер-жокей (1941—2015).
    - внучка Александра Андреевна Липатникова (род. 1971).
      - правнучка Вера (род. 1998).
- вторая жена — Эмма Антанасовна Багдонас, работала звукооператором на Вильнюсском радио.

## Награды
- орден Отечественной войны I-й степени (06.04.1985[7])
- орден «Знак Почёта»
- орден Дружбы народов
- медаль «За оборону Москвы»
- медаль «За боевые заслуги» (06.11.1945)
- другие медали
- премия Ленинского комсомола (1983) — за произведения последних лет и многолетнюю плодотворную работу с молодыми писателями
- Государственная премия РСФСР имени М. Горького (1984) — за книгу стихов «Река любви»

### Частушки
- Разрешите вас потешить: Частушки. — Выпуск I. — Составитель Н. Старшинов. — М.: Столица, 1992. — 160 с. ил. — 75 000 экз. ISBN 5-7055-1335-6
- Разрешите вас потешить: Частушки. — Выпуск II. — Составитель Н. Старшинов. — М.: Столица, 1992. — 160 с. ил. — 75 000 экз. ISBN 5-7055-1335-6

### Собрание сочинений
- Избранные произведения.  В 2 томах — М.: Художественная литература, 1989. 
  - Т. 1: Стихотворения. — М.: Художественная литература, 1989. — 510 с., портр.; (В пер.) ISBN 5-280-00572-X
  - Т. 2: Поэмы; Веселые стихи; Рассказы; Статьи о поэзии. — М.: Художественная литература, 1989. — 558 с. (В пер.) ISBN 5-280-00573-8

### Литературные биографии поэта
- Коробов В. Николай Старшинов. — М., 1985.
- Щербаков С. А. Старшинов. — М.: Молодая гвардия, 2006. — 342 с. — (Жизнь замечательных людей). — 3000 экз. — ISBN 5-235-02815-5.